# Amangeldy (film)
Amangeldy (ros. Амангельды, kaz. Амангелді) – radziecki dramat historyczny z 1939 roku, w reżyserii Moisieja Lewina. Film opisuje losy postaci Amangeldiego Imanowa, jednego z przywódców powstania narodowego z 1916 roku oraz uczestnika walk za władzę sowiecką w Kazachstanie. Pierwszy film kazachski zrealizowany wspólnie z filmowcami leningradzkimi.

## Obsada
- Jelubaj Ömyrzakow – jako Amangeldy
- Szara Żyjenkułowa – jako Bałym
- Seräly Kożamkułow – jako Beket
- Kurmanbek Żandarbekow – jako Żakas
- Kanabek Bajsejytow – jako Żapar
- Kalibek Kuanyszbajew – jako Bajboł
- Kapan Badyrow – jako Karataj
- Rachmetułła Salmenow – jako Serke
- Gieorgij Stanisławski – jako generał
- Władimir Sładkopiewcew – jako gubernator
- Fiodor Fiedorowski – jako Jegor